# Orleix
Orleix (Okzitanisch: Orleish) ist eine französische Gemeinde im Département Hautes-Pyrénées in der Region Okzitanien. Sie liegt im Arrondissement Tarbes und gehört zum Kanton Bordères-sur-l’Échez. 
Orleix hat 1.929 Einwohner (Stand 1. Januar 2022) auf 8,28 Quadratkilometern und liegt etwa sechs Kilometer nordöstlich von Tarbes in der Bigorre. Durch das Gemeindegebiet führt die Route nationale 21. Hier fließt der Canal d’Alaric, ein Seitenkanal des Adour.